# María Teresa Pomar

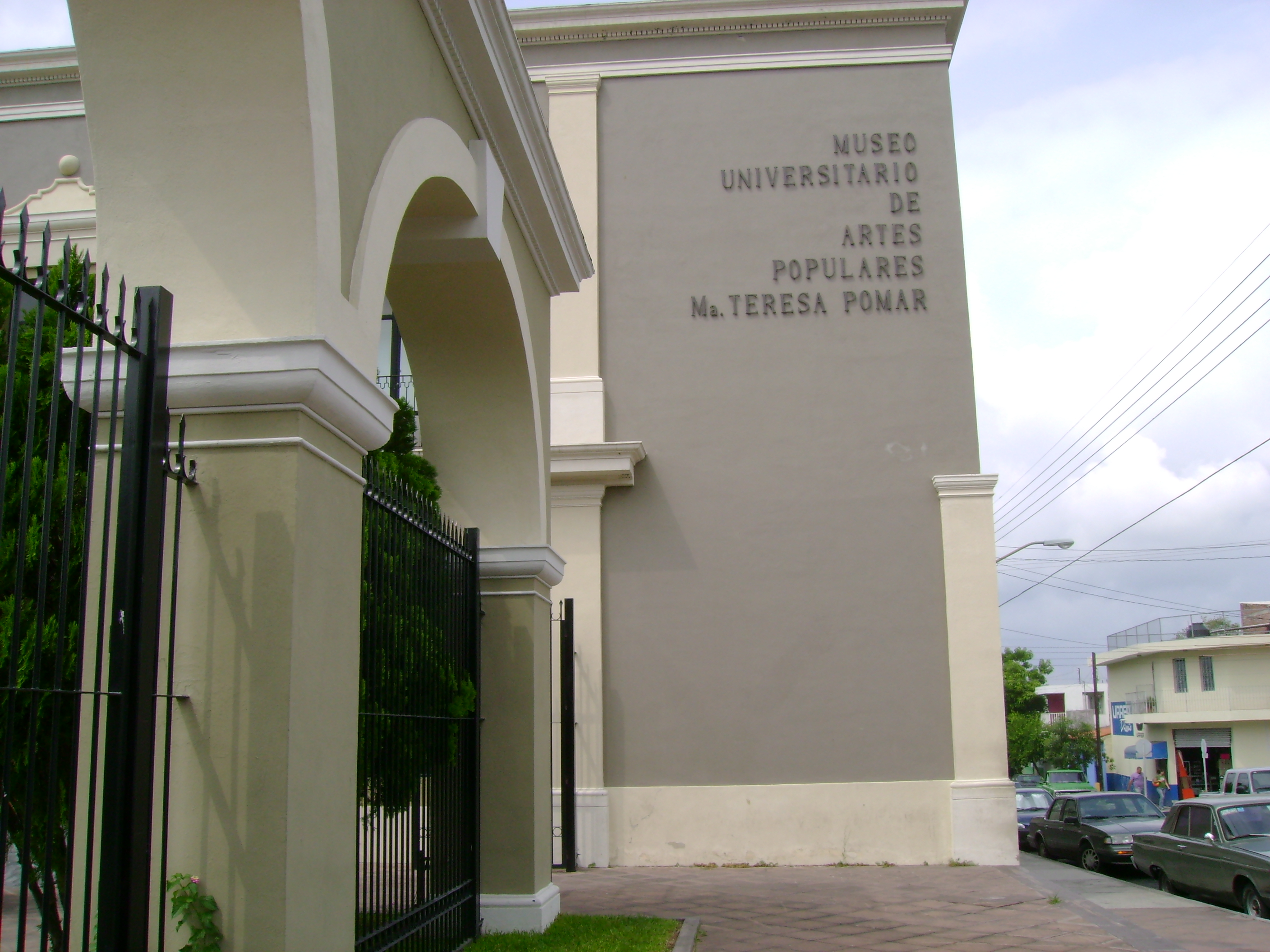
Museo Universitario de Artes Populares María Teresa Pomar en la ciudad de Colima (México)

María Teresa Pomar Aguilar (Guanajuato, 15 de diciembre de 1919 - Ciudad de México, 12 de enero de 2010) fue una maestra mexicana quien dedicó prácticamente toda su vida a la cultura indígena mexicana. Fue directora del Museo Universitario de Artes Populares María Teresa Pomar, que adoptó su epónimo en su honor. Asimismo, fue parte también del grupo fundador del Museo de Arte Popular en la Ciudad de México, conocido como "Las tequileras".

## Vida
Nació el 15 de diciembre de 1919 en Guanajuato (Guanajuato), sin embargo ella y su familia se trasladaron a la ciudad de Guadalajara a vivir por el trabajo de su padre, el reconocido músico mexicano José Pomar. A partir de 1940 se convirtió en coleccionista de objetos de arte popular. Sus primeros artículos de colección los tuvo en el departamento donde vivió, sin embargo, la gran cantidad de ellas la obligó a alquilar el departamento de enfrente en el mismo edificio, habilitándolo como una ampliación de su almacén. 
Posteriormente adquirió una casa en Coyoacán, donde continuó adquiriendo textiles, vidrio, miniatura, juguetería, cartonería y otros, las cuales empezó a presentarlas en exposiciones nacionales y extranjeras. Es por eso, que donó piezas de textil para el Museo de Arte Popular Brasileño, Brasil, auspiciando además similares empresas en Hermosillo, Tabasco, Chiapas, Puebla, Jalisco, Querétaro, Veracruz, Ciudad de México, Tuxtla Gutiérrez, Tlaxcala y Monterrey. 
Fue fundadora del Fondo Nacional para el Fomento de las Artesanías, también fundó y fue presidenta de Populart, organismo encargado de crear el Museo Nacional de Arte Popular.